# Verjni Tagil
Verjni Tagil (del ruso: Верхний Тагил) es una ciudad del óblast de Sverdlovsk, en Rusia. Es parte del raión de Kirovgrad (Кировград). Está situada en el flanco oriental de los Urales, sobre el curso superior del río Tagil, en la cuenca hidrográfica del Obi. Se encuentra a 111 km al noroeste de Ekaterimburgo y a 95 km al sur de Nizhni Tagil. Contaba con 12.300 habitantes en 2007.

## Historia
La ciudad nació con la fábrica siderúrgica establecida en 1716 por la familia Demídov, una rica familia de industriales rusos. La fábrica Verjnetagilski Zavod comenzó a producir hierro en 1718, para cerrar después de 1917. Verjni Tagil tiene estatuto de ciudad desde 1966.

## Demografía
| 1897  | 1959   | 1970   | 1979   | 1989   | 2002   | 2007   |
| ----- | ------ | ------ | ------ | ------ | ------ | ------ |
| 4 900 | 15 400 | 14 900 | 13 600 | 13 127 | 12 571 | 12 300 |

## Transporte
Está conectada (estación Verjnetagilskaia) por un ramal de 16 km a la estación Neiva del ferrocarril Perm - Kushva - Ekaterimburgo.

## Cultura y lugares de interés
En la ciudad se conservan varios edificios de los siglos XVIII y XIX. Entre ellos cabe destacar, en relación con la fábrica metalúrgica, la casa de los propietarios (1767) y el edificio de las oficinas (1772). También encontramos una iglesia de 1864, la de la Recitación de la Madre de Dios.
La ciudad cuenta con un museo de historia local.

## Industria
Además de la central termoeléctrica de Verjni Tagil (Verjnetagilskaya GRES), del proveedor de servicios de electricidad OGK-1, son notables las industrias de los materiales de construcción y la del mobiliario, además de la pesca que se practica en el curso del Tagil.